# Serjania lancistipula
Serjania lancistipula är en kinesträdsväxtart som beskrevs av P. Acevedo-rodríguez. Serjania lancistipula ingår i släktet Serjania och familjen kinesträdsväxter. Inga underarter finns listade i Catalogue of Life.